# Onicòfors
Els onicòfors (Onycophora, gr. 'portadors d'urpes') constitueixen un embrancament d'animals terrestres d'aspecte envellutat, semblants a les erugues, l'existència dels quals està registrada des del Cambrià. Estan estretament emparentats amb els artròpodes però els seus nombrosos parells d'apèndixs, els lobòpodes, no són realment articulats. Se'n coneixen 182 espècies.

## Descripció
Presenten un cos allargat, cilíndric i sense segmentar, tot i ser metamèrics. El cap té un parell de tentacles força llargs i anellats a la base dels quals es troben els ulls. La boca s'obre anteriorment en posició ventral i al voltant es troben tot un seguit de lòbuls cutanis. Tenen un parell de papil·les bucals contràctils, una a cada costat de la boca, que segreguen un líquid enganxifós que utilitzen per a capturar els petits artròpodes dels que s'alimenten. Les potes acaben en dues urpes.

## Reproducció
Els onicòfors presenten diverses estratègies reproductives i poden ser:
- Ovípars: la femella pon ous dins els quals es desenvolupen les cries. N'és un exemple el gènere Ooperipatellus.
- Ovovivípars: la femella pareix cries que s'han desenvolupat a un ou dins el seu cos. Peripatoides novaezealandiae i P. suteri són espècies ovovivípares.
- Vivípars: les cries es desenvolupen dins l'úter de la mare i s'alimenten a partir dels nutrients que reben a través d'una placenta. Els onicòfors del gènere Peripatus es reprodueixen d'aquesta manera.

Les cries s'assemblen a les formes adultes, si bé sovint són de color blanc. No reben atenció parental i a vegades poden ser devorades per la mare.

## Hàbitat i distribució
El fílum compta en l'actualitat exclusivament amb formes terrestres dividides en dues famílies:
- Peripàtids (Peripatidae), que trobem a les Antilles, Mèxic, Amèrica Central, nord de Sud Amèrica, oest de l'Àfrica equatorial i sud-est d'Àsia
- Peripatòpsids (Peripatopsidae), que trobem a Xile, Sud-àfrica, Papua Occidental, Nova Guinea, Austràlia, i Nova Zelanda.

Es coneixen fòssils d'onicòfors des del Cambrià, per exemple als esquists de Burgess. La distribució actual és un reflex de la seva història evolutiva, ja que es troben en zones discontínues que corresponen a fragments del primitiu continent de Gondwana.
Habiten indrets foscs i humits, a la fusta en putrefacció, l'humus i sota les pedres. Són l'únic embrancament d'animals que no té cap representant aquàtic.